# Бенкс (округ, Джорджія)
Шаблон:StateAbbr_ 34°21′ пн. ш. 83°30′ зх. д. / 34.35° пн. ш. 83.5° зх. д.
Округ  Бенкс (англ. Banks County) — округ (графство) у штаті  Джорджія, США. Ідентифікатор округу 13011.

## Історія
Округ утворений 1858 року.

## Демографія
За даними перепису 
2000 року 
загальне населення округу становило 14422 осіб, зокрема міського населення було 765, а сільського — 13657.
Серед мешканців округу чоловіків було 7283, а жінок — 7139. В окрузі було 5364 домогосподарства, 4160 родин, які мешкали в 5808 будинках.
Середній розмір родини становив 3,06.
Віковий розподіл населення поданий у таблиці:
| Стать    | До 15 років | 15-21 | 22-29 | 30-39 | 40-49 | 50-65 | 65-85 | Понад 85 |
| -------- | ----------- | ----- | ----- | ----- | ----- | ----- | ----- | -------- |
| Чоловіки | 1643        | 700   | 785   | 1191  | 1100  | 1204  | 619   | 41       |
| Жінки    | 1528        | 629   | 803   | 1077  | 1084  | 1166  | 769   | 83       |

## Суміжні округи
- Гейбершем - північ
- Стівенс - північний схід
- Медісон - південний схід
- Джексон - південь
- Голл - захід
- Франклін - схід

## Виноски
1. ↑  U.S. Decennial Census. United States Census Bureau. Архів оригіналу за 26 квітня 2015. Процитовано 17 червня 2014.
2. ↑  Historical Census Browser. University of Virginia Library. Архів оригіналу за 11 серпня 2012. Процитовано 17 червня 2014.
3. ↑  Population of Counties by Decennial Census: 1900 to 1990. United States Census Bureau. Архів оригіналу за 2 лютого 2019. Процитовано 17 червня 2014.
4. ↑  Census 2000 PHC-T-4. Ranking Tables for Counties: 1990 and 2000 (PDF). United States Census Bureau. Архів оригіналу (PDF) за 18 грудня 2014. Процитовано 17 червня 2014.
5. ↑  State & County QuickFacts. United States Census Bureau. Архів оригіналу за 26 травня 2018. Процитовано 26 грудня 2017.(англ.) Наведено за англійською вікіпедією.
6. ↑  American FactFinder. Бюро перепису населення США. Архів оригіналу за 26 лютого 2012. Процитовано 31 січня 2008. [Архівовано 2008-05-21 у Wayback Machine.]

| США | Це незавершена стаття з географії США. Ви можете допомогти проєкту, виправивши або дописавши її. |